# Corazzatura
La corazzatura è una protezione fatta con vario tipo di materiali su un veicolo terrestre o aereo, o su una unità navale, ma anche su un'opera fissa, come una casamatta, o bunker.
Esistono vari tipi di corazzatura. Il più semplice è quello che, analogamente a quanto accade nella corazza, oppone una resistenza passiva alla penetrazione di un corpo, tipicamente un proiettile balistico, rallentandone la penetrazione o deviandone la direzione tramite una opportuna inclinazione.

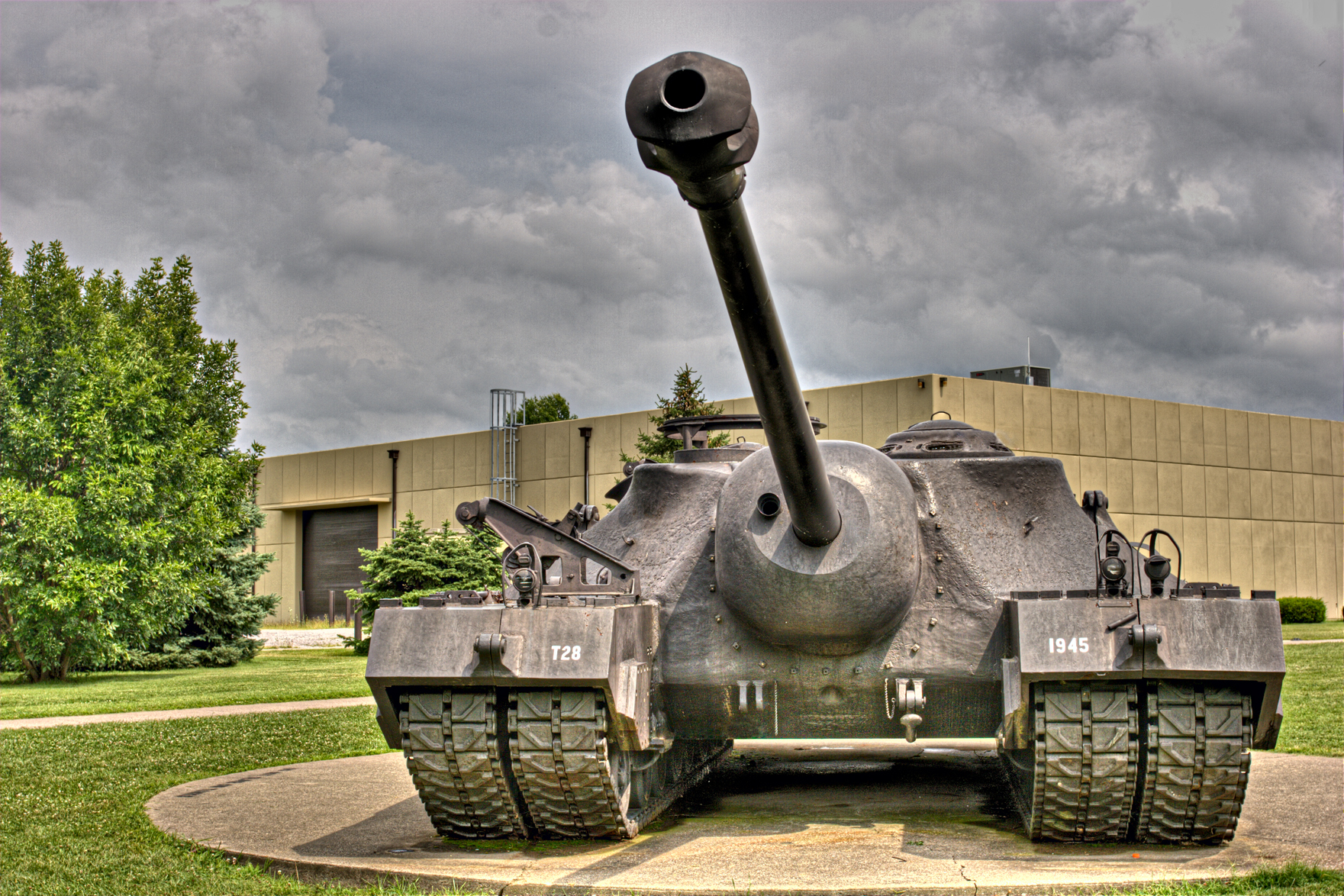
Il T28, noto anche come T95, è un semovente con una corazzatura tra le più spesse mai realizzate: frontalmente essa arriva a 30,5 cm. L'esemplare in figura si trova al Patton Museum di Fort Knox, Kentucky

Diversi tipi di materiale possono coesistere nella corazzatura in modo da sfruttare le proprietà di ognuno dei materiali impiegati. In questo caso, nella tecnologia dei materiali, si parla di materiale composito.
Alcune corazze possono opporre una reazione basata su processi chimici, e in questa categoria rientrano le corazze reattive, basate sull'uso di esplosivo.